# 5-ös villamos (Budapest)
A budapesti 5-ös jelzésű villamos a Flórián tér és a Veder utca, Hévízi úti lakótelep között közlekedett. A járatot megszűnése előtt a Budapesti Közlekedési Vállalat üzemeltette.

## Története
Az 5-ös előtörténete 1906. február 15-ig vezethető vissza. A Budapesti Közúti Vaspálya Társaság (BKVT) ekkor hozta létre az Óbuda, Fő térről induló és a Lajos utca, Margit híd, Nyugati pályaudvar, Központi Városháza, Üllői út érintésével a Ludovikáig járó viszonylatát. Az ide beosztott D típusú motorkocsik 1907. július 1-jétől az Orczy úton, a mai Baross téren, az Aréna úton át az Állatkertig közlekedtek. A két végállomás között 13,2 km-es útvonalat futottak. E viszonylatot számozták 1910-ben 5-ösre.
A BKVT Bécsi úti vonala 1913. december 16-ára készült el. Az Óbudát érintő villamosok útiránya módosult, az 5-ös körjárat lett. A Margit hídtól a Bécsi és a Vörösvári úton át érkezett a Fő térre, majd a Lajos utcán folytatta útját Pest felé. Az első világháború végén a körülmények, kényszerből jelentkező forgalomkorlátozások az 5-öst is érintették. Útvonala rövidült. Óbudán nem körjáratban, hanem a Lajos utcán át közlekedett, míg Pesten a Ludovika lett a végpontja. 1919. augusztus 14. és október 30., majd november 27. és 1920. január 19., továbbá 1920. február 8. és április 9. között az áramellátás zavarai miatt az 5-ös nem közlekedett. Útvonala 1921. december 29-én ismét módosult. Az 5-ösre akkor beosztott tíz M+P szerelvényt az Orczy úton és az Elnök utcán át a Népligetig vezették. Hurokvágány hiányában itt a vonatok fordítását menetenkénti megbontással és a motorkocsik átcsatolásával végezték. 
A következő évtizedben útvonala nem változott. A kedvezőtlenné váló gazdasági körülmények az 1930-as évek elején a villamosvasutat is takarékosságra késztették. A kisebb forgalmú vonalrészeken járatait ritkította. Az 5-ösre beosztott villamosok közül 1932. július 18-tól néhány 5A jelzést kapott és Óbudán a Zsigmond téren visszafordulva csak munkanapokon közlekedett. Óbuda forgalmi telep az 5-ösre ekkor 1100-as motor- és a legújabb középfeljárós 5600-as pótkocsikból csatolt vonatokat indított. A takarékos gazdálkodáshoz kapcsolódó döntés a pesti végpontot 1933. július 10-én a Szent István kórház elé helyezte. Az utasoknak nem tetsző intézkedést módosítva 1933. december 11-től az 5-ös ismét a Népligettől indult. 
A villamosvasút Száva forgalmi telepét 1938-ban újra üzembe helyezte (korábban itt félreállított, javításra, felújításra váró villamosokat tárolták). Az 5-ös és az 5A kiszolgálását ezután Óbuda és Száva kocsiszínek megosztva végezték. Végállomásuk 1939. november 20-tól ismét a Szent István kórház előtere lett. 1944. szeptember 27–30. között 5B jelzésű viszonylat is közlekedett Óbuda, Flórián tér és a Nyugati pályaudvar között.
A második világháború után az újjáépítés évei alatt sűrűn változott az útvonala: először a Zsigmond tér és a Déli pályaudvar között indult el 1945. június 9-én, majd pár héttel később, 24-én meghosszabbították a Krisztina körúton át a Móricz Zsigmond körtérig. A Kossuth híd megnyitásakor (1946. január 12.) módosították útvonalát: a Moszkva tér és a Batthyány tér között közlekedett. (A járatokat ekkor úgy szervezték át, hogy a Duna mindkét oldalán a híd közelében végállomásozzanak.) Májustól ismét a Déli pályaudvar volt a „külső” végállomás. 1946. augusztus 20-tól csaknem két évig autóbuszok közlekedtek az 5-ös villamos helyett változó útvonalakon: előbb a Moszkva tér és a Batthyány tér között, majd novembertől a János Kórházig vezették tovább, végül 1947. november 16-tól a Batthyány tér helyett a Margit híd, budai hídfő lett az új végállomás (ekkor nyitották meg a részben felújított Margit hidat). 1948. augusztus 1-én teljes szélességében átadták az újjáépített Margit hidat, ekkortól ismét a háború előtti útvonalán közlekedett. 1950. június 7-én a Knur Pálné (ma Pacsirtamező) utcai vonalszakasz forgalomba helyezésével és a Lajos utcai pálya megszüntetésével átalakult Óbuda villamoshálózata, ezért 6-án az 5-ös villamost megszüntették.
A Flórián tér és a Filatorigát között 1955. május 23-án indultak meg a szerelvények, majd Hévízi út mentén épült lakótelep miatt 1958-ban meghosszabbították a Hévízi úton át a Veder utcáig. A vonal részben a  Filatorigát HÉV állomástól a Bécsi úti téglagyárakig vezető iparvágány, részben a Szentendrei úton húzódó sínek felhasználásával jött létre. Ez utóbbit 1955-ig, az Újpesti vasúti híd újjáépítéséig nagyvasúti forgalomra is használták. Felvezetett az Árpád hídra, lehetővé téve a teherforgalom átvezetését a Vizafogó ill. a Nyugati pályaudvarig az akkori Filatorigát HÉV-pályaudvaron keresztül. A villamos forgalmát 1974. január 2-án a 18Y jelzésű autóbuszjárat vette át. Szentendrei úti pályáját üzemi menetekre 1981-ig még használták. A Hévizi úti vontatóvágányt a kilencvenes évek végén zárták ki a forgalomból.

## Útvonala
| Veder utca, Hévízi úti lakótelep felé                                                | Flórián tér felé                                                                     |
| ------------------------------------------------------------------------------------ | ------------------------------------------------------------------------------------ |
| Flórián tér vá. – Szentendrei út – Bogdáni út – Veder utca, Hévízi úti lakótelep vá. | Veder utca, Hévízi úti lakótelep vá. – Bogdáni út – Szentendrei út – Flórián tér vá. |